# Cyriopagopus lividus
Espèce
Synonymes
- Haplopelma lividum Smith, 1996

Cyriopagopus lividus ou mygale bleu cobalt ou mygale thaïlandaise bleue est une espèce d'araignées mygalomorphes de la famille des Theraphosidae.

## Distribution
Cette espèce se rencontre en Birmanie et en Thaïlande.

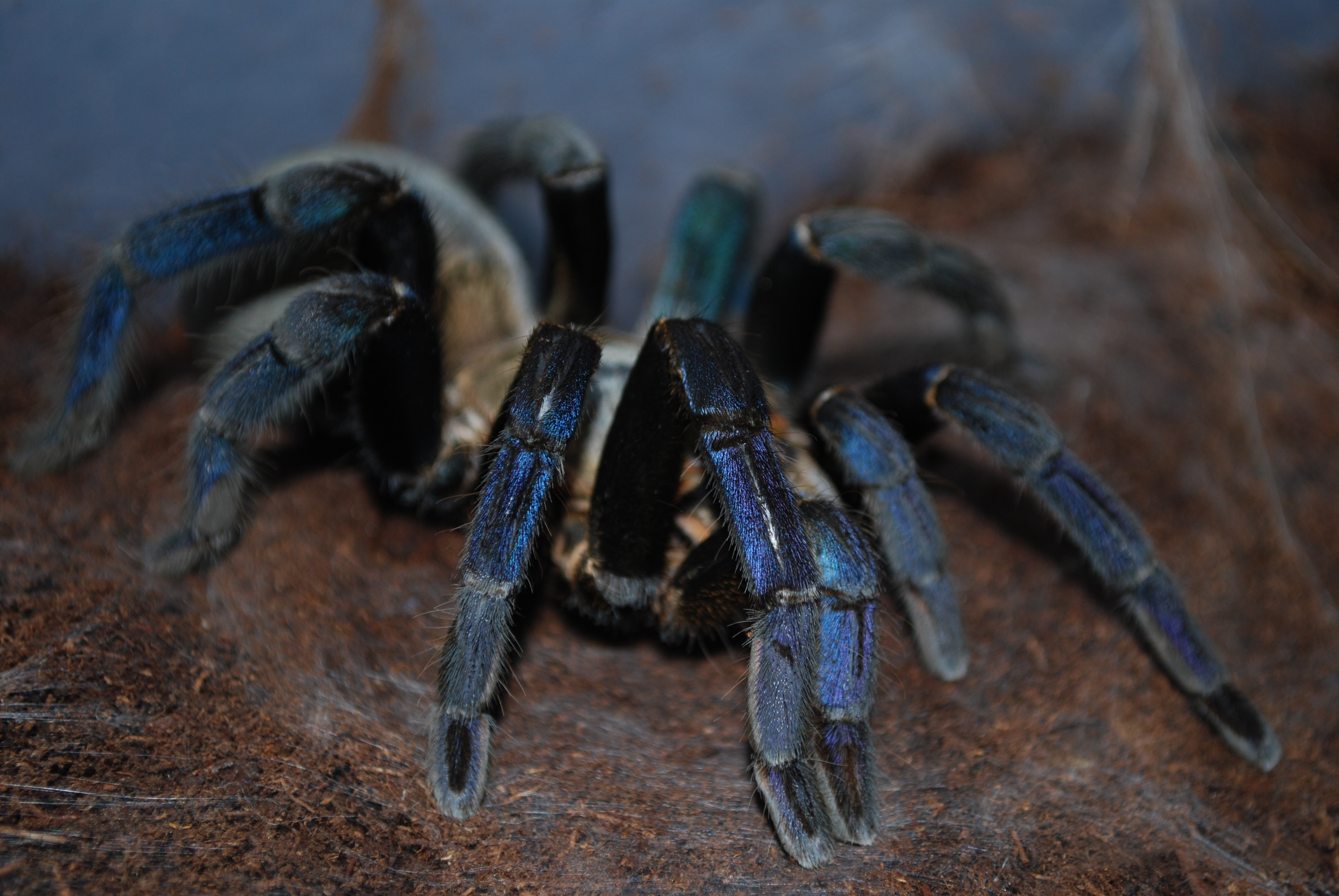
Cyriopagopus lividus

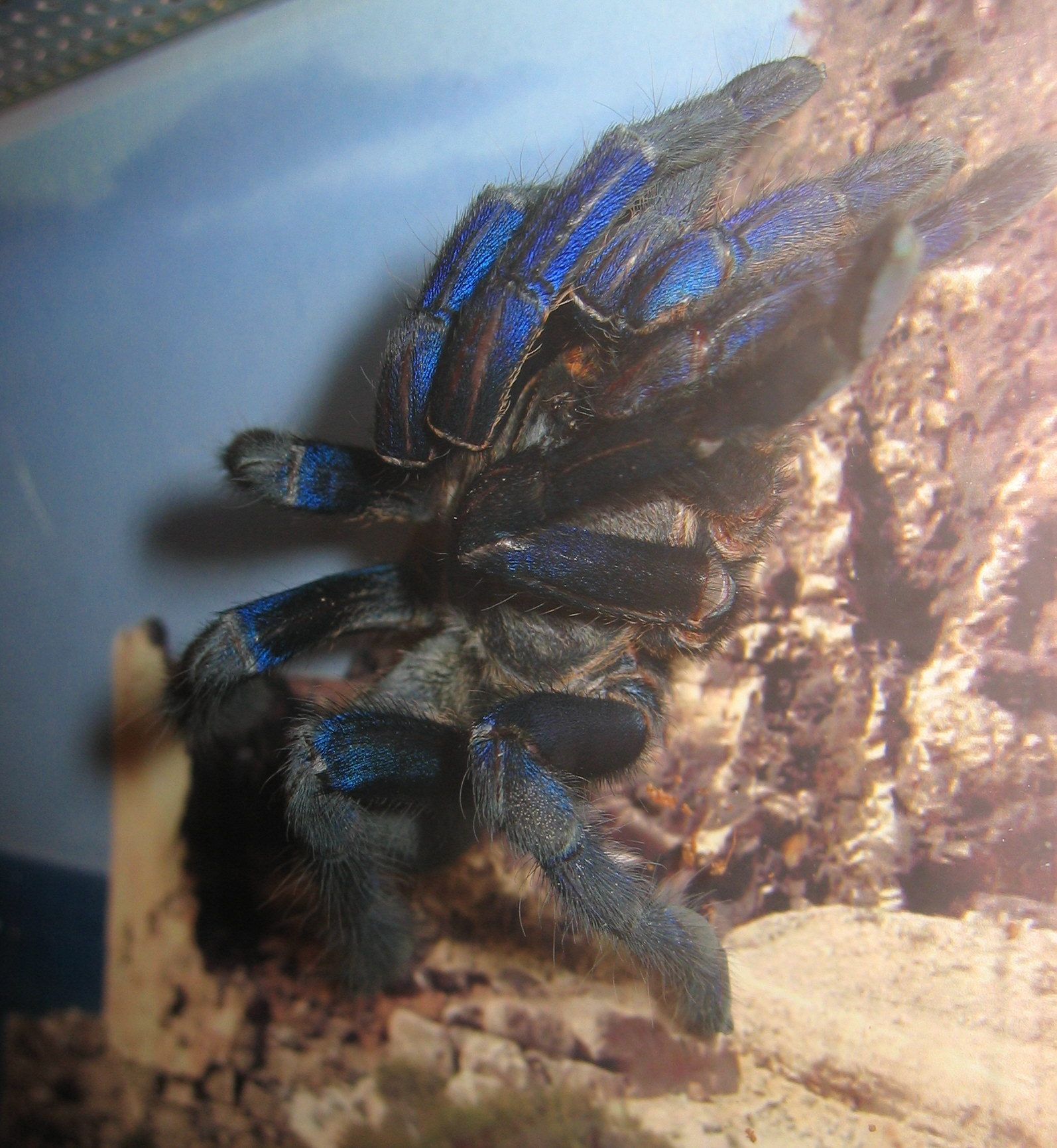
Cyriopagopus lividus

## Publication originale
- Smith, 1996 : A new species of Haplopelma (Araneae: Theraphosidae), with notes on two close relatives. Mygalomorph vol. 1, p. 21-32.